# Rönnerum-Abbantorp
Rönnerum-Abbantorp är ett naturreservat i Borgholms kommun i Kalmar län.
Området är naturskyddat sedan 2002 och är 524 hektar stort. Reservatet består av lövskog med ädellövträd som avenbok.  